# Carl Ebert
Pour les articles homonymes, voir Ebert.
Carl Ebert (né le 20 février 1887 à Berlin et mort le 14 mai 1980  à Santa Monica) est un acteur, un metteur en scène et un administrateur culturel allemand.

## Biographie
Carl Ebert suivit l'enseignement de Max Reinhardt et devint l'un des acteurs les plus importants dans l'Allemagne des années 1920. Durant cette décennie, il occupa aussi des emplois administratifs, aussi bien dans les théâtres que dans les universités. En 1929, il dirigea un opéra pour la première fois et se forgea dans les années 1930 la réputation d'être un directeur efficace. Opposant au nazisme, il quitta l'Allemagne en 1933 et n'y revint qu'en 1945.
Avec John Christie (opera manager) (en) et le chef d'orchestre Fritz Busch, il créa en 1934 le festival de Glyndebourne, festival dont il restera le directeur artistique jusqu'en 1959. Dans les années 1930 et 40, il aida à la fondation d'un conservatoire en Turquie, pays où il résida entre 1940 et 1947.
Carl Ebert est le grand-père de Alex Ebert, le leader du groupe Ima Robot ainsi que d'Edward Sharpe and the Magnetic Zeros.

## Distinctions
- Croix de commandeur de l'ordre du Mérite

## Filmographie partielle
- 1915 : Le Golem d'Henrik Galeen et Paul Wegener
- 1921 : Der Stier von Olivera d'Erich Schönfelder
- 1923 : Das unbekannte Morgen d'Alexander Korda
- 1925 : Les Bouddhas vivants (Lebende Buddhas) de Paul Wegener
- 1926 : Le Fiacre n° 13 de Michael Curtiz